# Имакуладу-Корасан-де-Мария (Фуншал)
Имакуладу-Корасан-де-Мария (порт. Imaculado Coração de Maria) — район (фрегезия) в Португалии, входит в округ Мадейра. Расположен на острове Мадейра. Является составной частью муниципалитета Фуншал. Население составляет 6951 человек на 2001 год. Занимает площадь 1,35 км².